# Huo Qubing
Dans ce nom, le nom de famille, Huo, précède le nom personnel.
Pour les articles homonymes, voir Huo.
Huo Qubing (chinois : 霍去病 ; pinyin : Huò Qùbìng ; EFEO : Houo Ts'iu-ping), né à Linfen, dans le Shanxi, était un général de la dynastie Han sous l'empereur Wu. Il était le fils illégitime de Wei Shaoer (EFEO : Wei Chao-Eul), neveu de Wei Qing (EFEO : Wei Ts'ing) et de l'impératrice Wei Zifu (EFEO : Wei Tseu-fou).